# Naticarius
Naticarius is een geslacht van weekdieren uit de klasse van de Gastropoda (slakken).

## Soorten
- Naticarius alapapilionis (Röding, 1798)
- Naticarius canrena (Linnaeus, 1758)
- Naticarius colliei (Récluz, 1844)
- Naticarius concinnus (Dunker, 1860)
- Naticarius excellens Azuma, 1961
- Naticarius hebraeus (Martyn, 1786)
- Naticarius lineozonus (Jousseaume, 1874)
- Naticarius manceli (Jousseaume, 1874)
- Naticarius onca (Röding, 1798)
- Naticarius orientalis (Gmelin, 1791)
- Naticarius pumilus Kubo, 1997
- Naticarius sertatus (Menke, 1843)
- Naticarius stercusmuscarum (Gmelin, 1791)
- Naticarius zonalis (Récluz, 1850)